# Ian Price
Ian Price (Penarth, 8 maggio 1946 – Londra, 29 maggio 2014) è stato un attore e sceneggiatore gallese.

## Biografia
È stato attivo in Italia per alcuni anni, è noto soprattutto per il ruolo di Frederick Livingstone nel film Io no spik inglish, oltre che in altre commedie italiane dei fratelli Vanzina degli anni 90 e 2000. Morì di cancro durante un periodo di soggiorno nel Regno Unito.

## Filmografia parziale

### Cinema
- Io no spik inglish, regia di Carlo Vanzina (1995)
- The Tichborne Claimant, regia di David Yates (1998)
- Le barzellette, regia di Carlo Vanzina (2004)

### Televisione
- Dombey and Son – serie TV (1969)
- Quatermass Conclusion - La Terra esplode – serie TV (1979)
- Gems – serie TV (1986)
- Poirot – serie TV (1989)
- Anni 60 – miniserie TV (1999)
- Metropolitan Police – serie TV (1993-2004)